# رودني هولمز
رودني هولمز (24 أبريل 1924 في المملكة المتحدة - 3 فبراير 1980 في إيطاليا) (بالإنجليزية: Rodney Holmes)‏ هو لاعب كريكت بريطاني. لعب مع نادي مقاطعة ساسكس للكركيت ‏.

## وصلات خارجية
- رودني هولمز على موقع إي آس بي آن كريك إنفو (الإنجليزية)